# Katrien Schryvers
Katharina (Katrien) Schryvers (Deurne, 11 januari 1964) is een Belgisch politica voor CD&V.

## Levensloop
Schryvers behaalde in 1986 het diploma van licentiaat in de rechten aan de Katholieke Universiteit Leuven. Ze werkte van 1986 tot 1987 als bestuurssecretaris op het ministerie van Economische Zaken en is sinds 1987 actief als advocate.
Voor de toenmalige CVP werd ze in oktober 1988 verkozen tot gemeenteraadslid van Zoersel. Van 1989 tot 1994 was ze schepen van financiën en jeugd. Ook werd ze in oktober 1994 verkozen tot provincieraadslid van Antwerpen, hetgeen ze bleef tot in januari 2005. In januari 1995 werd ze burgemeester van Zoersel en bleef dit tot in december 2012. Van januari 2013 tot december 2018 was ze vervolgens schepen van cultuur en OCMW-voorzitter in Zoersel. Van oktober 2021 tot december 2024 was Schryvers opnieuw schepen van Zoersel, bevoegd voor welzijn, sociale zaken, gezondheidsbeleid, gelijke kansen en integratie, armoedebeleid en woonbeleid, alsook voorzitter van het Bijzonder comité voor de sociale dienst. Sinds december 2024 is ze weer burgemeester van de gemeente.
In januari 2005 werd Katrien Schryvers voor de CD&V lid van de Kamer van volksvertegenwoordigers in opvolging van Jos Ansoms, die ontslag had genomen. Ze zetelde tot aan het einde van de legislatuur in juni 2007 en stond bij de verkiezingen die maand als eerste opvolger op de lijst. In december 2007 werd ze opnieuw Kamerlid ter vervanging van Inge Vervotte, die minister was geworden. Op 29 december 2008 verliet Schryvers alweer de Kamer, toen Inge Vervotte na haar ontslag als minister terugkeerde naar de Kamer. Als federaal volksvertegenwoordiger zetelde ze in de commissies Binnenlandse Zaken en Justitie verrichte ze heel wat wetgevend werk, zoals de modernisering van de wetgeving rond het huwelijk en vernieuwende initiatieven rond alimentatieregelingen voor kinderen. 
Schryvers kreeg bij de regionale verkiezingen van 7 juni 2009 als lijstduwer op de CD&V-lijst 10.173 voorkeurstemmen in de kieskring Antwerpen en werd verkozen als lid van het Vlaams Parlement. Bij de Vlaamse verkiezingen van 25 mei 2014 behaalde ze als eerste opvolger 10.693 voorkeurstemmen. Midden oktober 2014 kwam ze opnieuw in het Vlaams Parlement terecht als opvolger van Kris Peeters, die de overstap maakte naar de federale regering. Bij de Vlaamse verkiezingen van 26 mei 2019 werd ze vanop de derde plaats van de Antwerpse CD&V-lijst herkozen met 19.417 voorkeurstemmen. Bij de Vlaamse verkiezingen van 9 juni 2024 was ze lijsttrekker en werd ze met een persoonlijke score van 26.870 voorkeurstemmen verkozen voor een vierde termijn in het Vlaams Parlement.
Als Vlaams Parlementslid werd ze met name actief in de commissie Welzijn, Volksgezondheid en Gezin, waarvan ze van 2012 tot 2014 voorzitter en van 2014 tot 2024 ondervoorzitter was, en legde ze zich toe op pleegzorg, jeugdzorg en kinderrechten, alsook erfbelasting, begraafplaatsen en mobiele mantelzorgwoningen. Ook zetelde ze van 2014 tot 2019 in de commissie Algemeen Beleid, Financiën en Begroting en was ze van 2017 tot 2018 voorzitter van de commissie inzake grensoverschrijdend gedrag in de sport. In 2020 was ze eveneens lid van de onderzoekscommissie naar de evaluatie en de verdere aanpak van het Vlaamse coronabeleid, in 2022 lid van de onderzoekscommissie naar de veiligheid in de kinderopvang en in 2023-2024 lid van de bijzondere commissie naar de evaluatie van de aanpak van seksueel misbruik in de Kerk in jeugd-, welzijns- en onderwijsinstellingen. Sinds december 2024 is Schryvers derde ondervoorzitter van het Bureau van het Vlaams Parlement.
Naast deze politieke functies was ze van 2001 tot 2019 ook voorzitter van de OVSG en was ze tot 2019 lid van het directiecomité van de VVSG.